# Аулиеатинская (порода коров)
Аулиеатинская порода коров — выведена путём скрещивания казахской белоголовой породы с голландской. Животные аулиеатинской порода имеют чёрную, чёрно-пеструю, иногда белую масть с чёрными отметинами на голове. Легко акклиматизируются к местным природным условиям. Живая масса 460—530 кг, 750—770 кг. Средний удой 3500—4000 кг, жирность молока 3,8—3,9 %.
Планируемое разведение породы началось в 1935 году. Официально зарегистрирована в 1950 году.